# Aplu
Aplu (sau Apulu) a fost un zeu al luminii și al vremii, din mitologia etruscă. A fost adesea identificat cu zeul grec Apollo. De obicei era reprezentat purtând frunze de laur, fiind parțial acoperit de o mantie, în rest, nud. Simbolurile sale erau toiagul și ramura de laur.

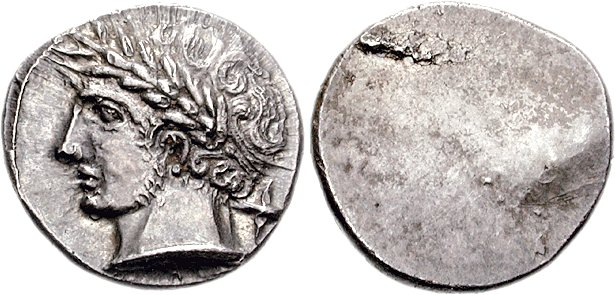
Monedă cu Aplu din regiunea Populonia